# Danh sách tác phẩm của Ivan Bunin
Dưới đây là danh sách các tác phẩm của Ivan Bunin:

## Dịch thuật
- Bài ca Hiawatha (1898)

## Bút ký
- Những ngày đáng nguyền rủa (1926)
- Ngữ pháp tình yêu (1929)
- Giải phóng Tolstoy (1937)
- Hồi tưởng (1950)

## Thơ
- Dưới bầu trời rộng mở (1891)
- Lá rụng (1901)

## Truyện ngắn
- Nơi cuối trời và các truyện ngắn khác (1897)
- Những quả táo Antonov (1900), truyện ngắn
- Làng (1910)
- Sukhodol (1911)
- Quý ông đến từ San Francisco (1915)
- Hơi thở nhẹ (1916)
- Loopy Ears (1917)
- Die Schnitter (1923)
- Hoa hồng Jericho (1924)
- Mối tình của Mitya (1926)
- Bóng chim (1931)
- Những con đường rợp bóng (1943)
- Thứ Hai thuần khiết (1945)
- Một mùa thu lạnh (1945)
- Đại lộ tăm tối (1946)
- Về Chekhov (1955)

## Tiểu thuyết
- Cuộc đời Arsenyev (1927)
- Những câu chuyện được sưu tầm của Ivan Bunin (2007)

## Hình ảnh

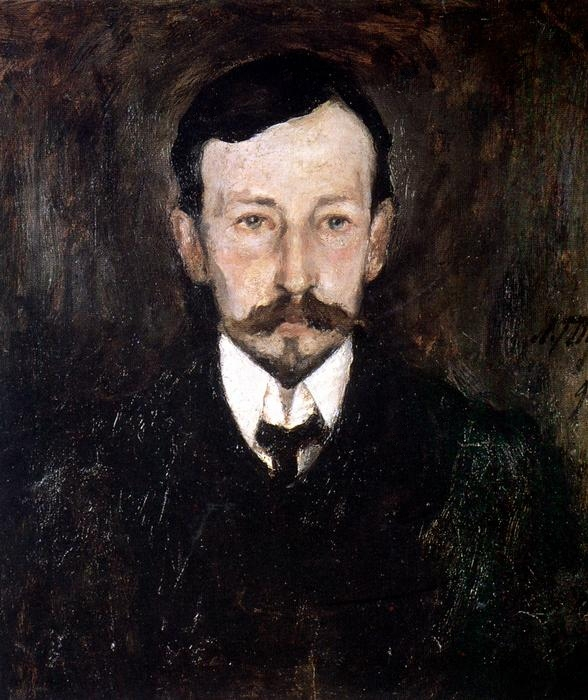
Chân dung Ivan Bunin (tranh của Leonard Tuzhansky)
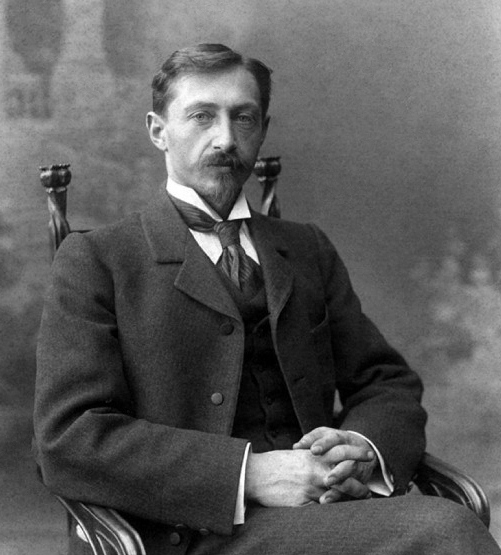
Ivan Bunin (Nizhny Novgorod, 1901)
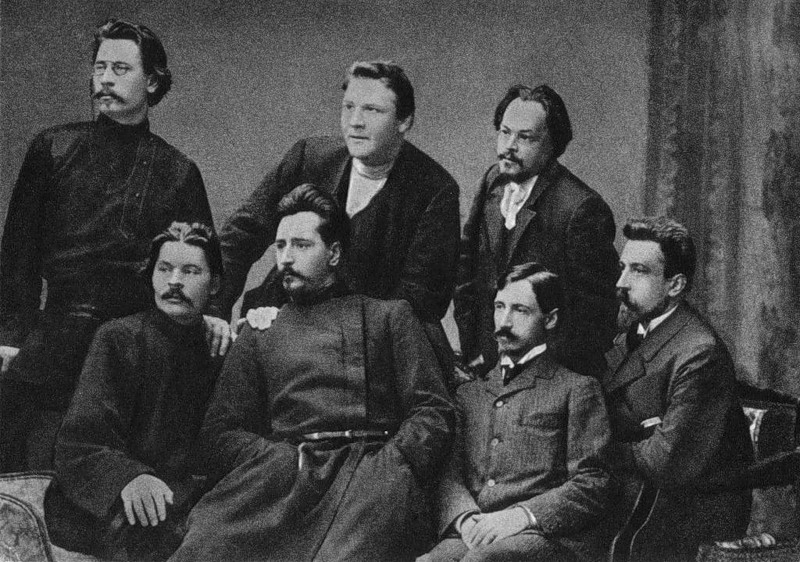
Cùng Maksim Gorky, Andreyev, Teleshov ở Moskva (1902)

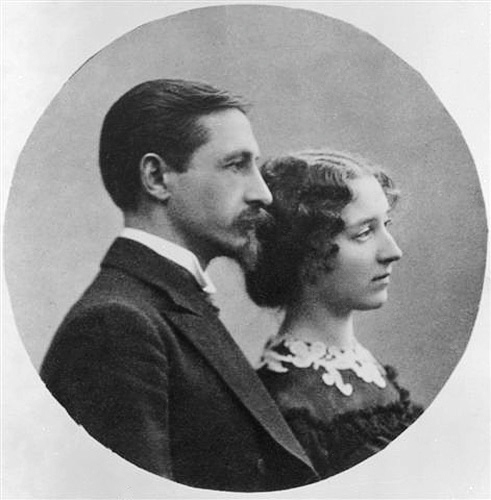
Cùng vợ - Vera Muromtseva (1910)
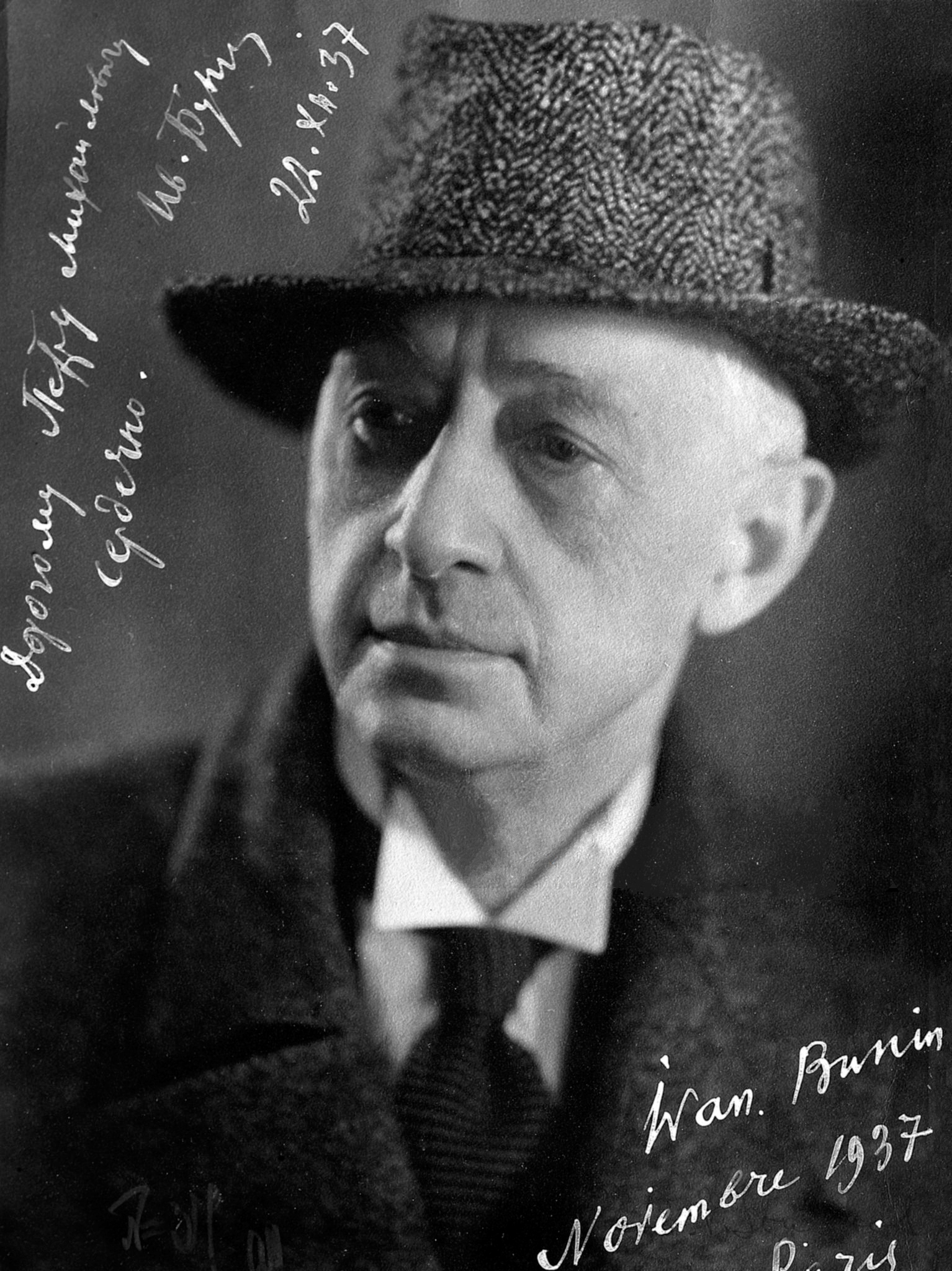
Ivan Bunin (1937)
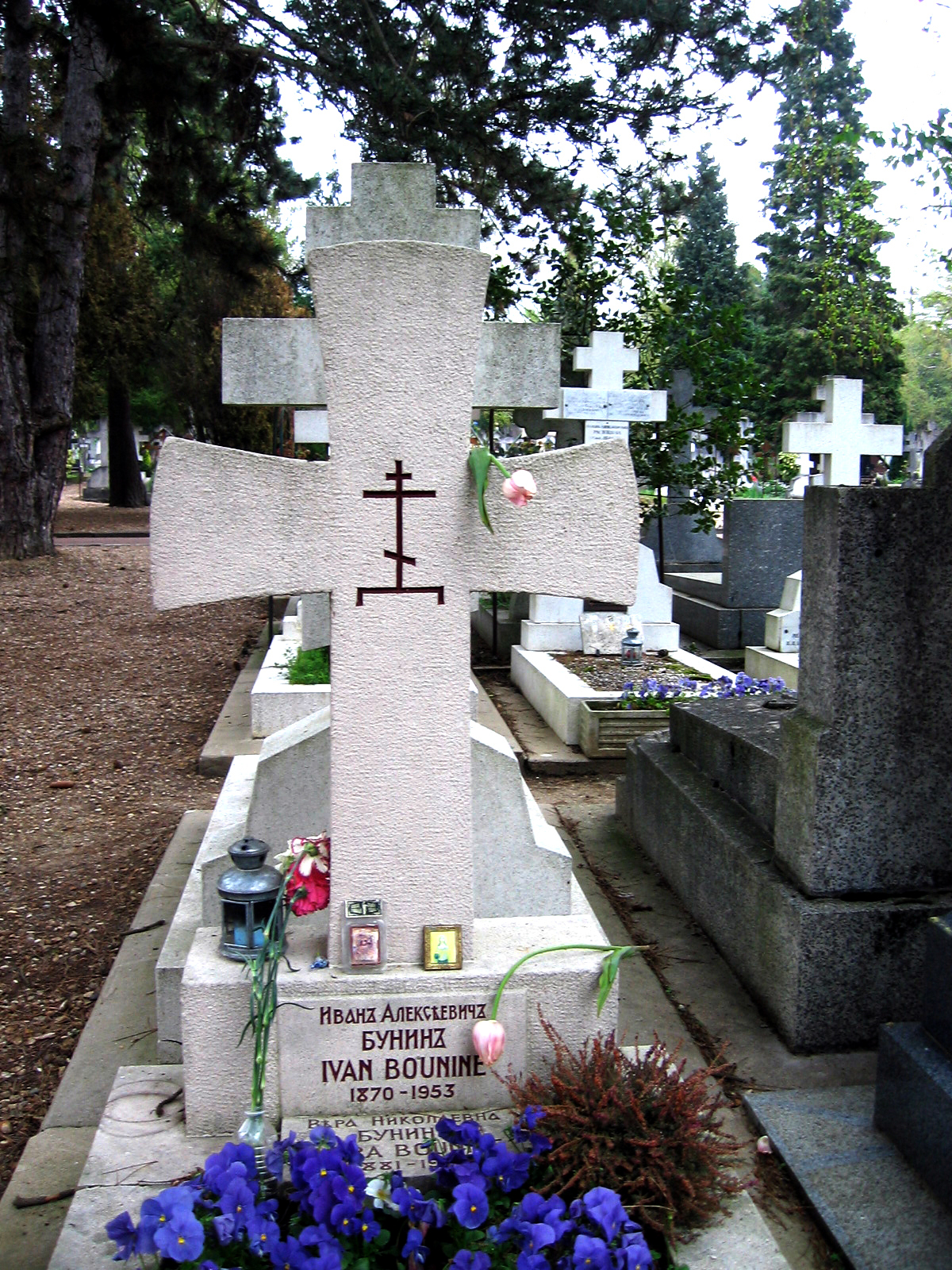
Phần mộ Ivan Bunin ở Sainte-Geneviève-des-Bois, Essonne

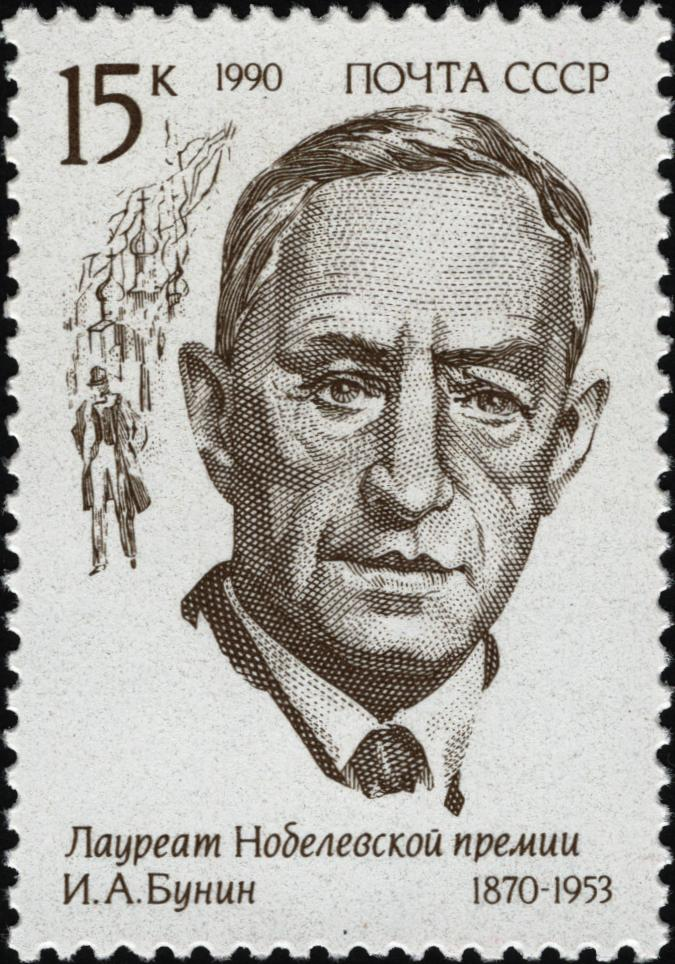
Tem bưu chính Liên Xô phát hành năm 1990, nhân dịp kỷ niệm lần thứ 120 ngày sinh Ivan Bunin

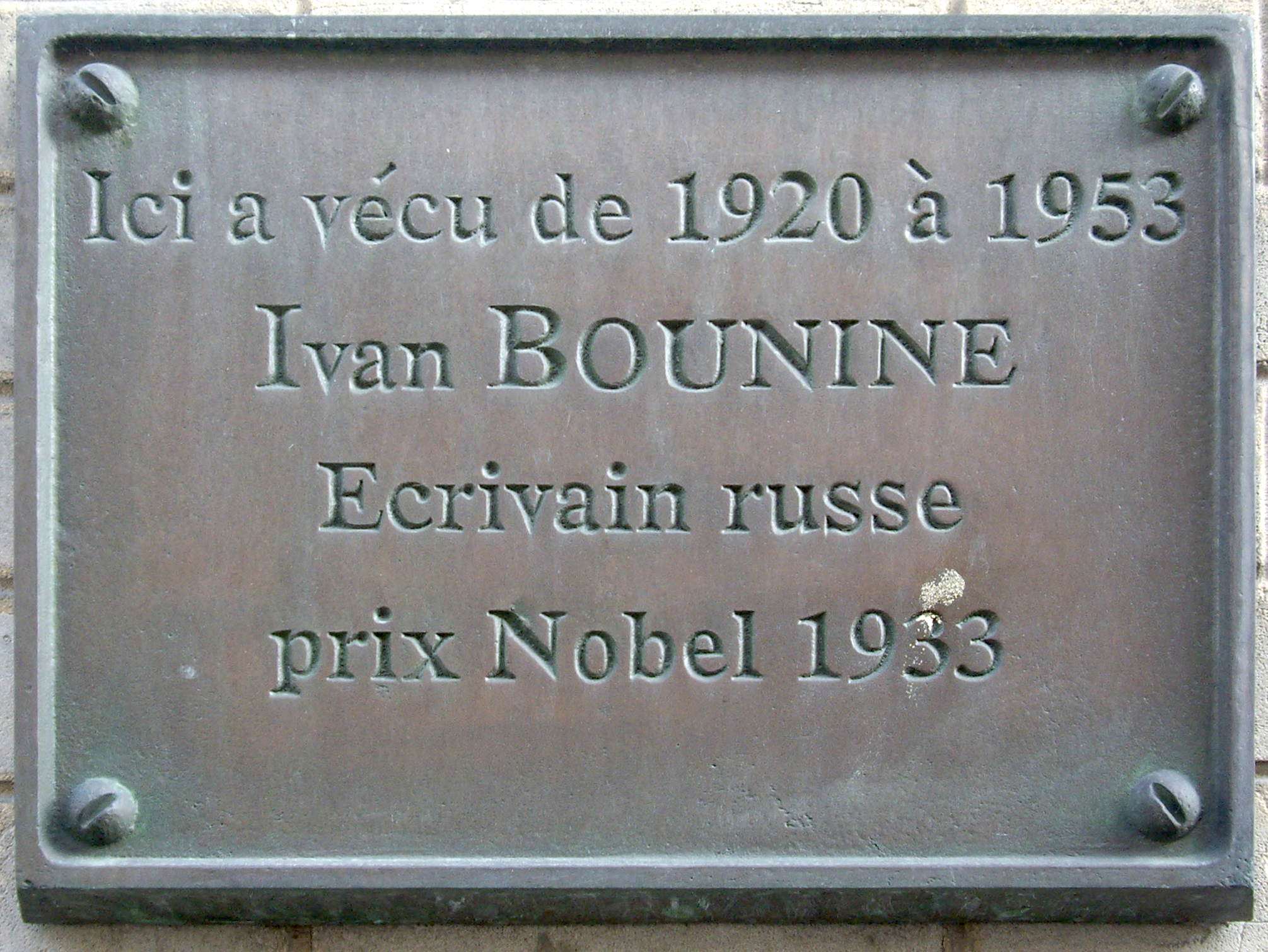
Bảng đồng kỷ niệm Ivan Bunin ở ngôi nhà số 1 phố Jacques-Offenbach - Paris
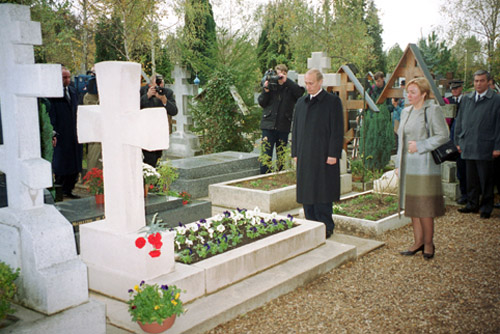
Tổng thống Vladimir Putin và phu nhân viếng mộ Ivan Bunin ở Pháp